# Guido Vicentini
Guido Vicentini (Bergamo, 3 gennaio 1940) è un sindacalista e politico italiano, sindaco della città di Bergamo dal 1995 al 1999.

## Biografia
Diplomato al Liceo Ginnasio Statale Paolo Sarpi e laureato in Giurisprudenza all'Università degli Studi di Milano, di professione avvocato, Vicentini ha militato nella Democrazia Cristiana e ha una storia di impegno sindacale nella Cisl.
Dopo lo scioglimento della DC, aderì al PPI, con il quale nel 1995 si candidò alle elezioni come sindaco di Bergamo. 
Sfruttando la frammentazione dell'area di centrodestra (che si presentò diviso in tre), Vicentini si assicurò il ballottaggio e riuscì a escludere dalla competizione il candidato leghista, Roberto Calderoli. In tale occasione Bossi diede come indicazioni di voto per il ballottaggio: "Mai per la destra, mai per i fascisti", appoggiando implicitamente Vicentini. Al ballottaggio del 7 maggio Vicentini ottenne 53%, grazie al probabile sostegno degli elettori di Lega e di Rifondazione, superando il candidato, Ilario Testa, presidente della Sacbo, candidato di Forza Italia apparentato con AN e CCD, fermatosi al 47%. La sera stessa Bruno Vespa annunciò in tv "I comunisti hanno eletto il sindaco di Bergamo". Per la prima volta il Pds arrivava agli uffici comunali con un proprio candidato.
Fra gli atti amministrativi della Giunta Vicentini si ricordano l'approvazione di contestati interventi urbanistici quali, ad esempio, il cosiddetto "steccone" di via San Bernardino, soprannome dell'intervento edilizio chiamato "Le porte del parco" e la scelta dell'area della Trucca per la costruzione del nuovo ospedale di Bergamo.
Nel 1999 Vicentini viene ricandidato da parte delle forze di centrosinistra per continuare il mandato di sindaco di Bergamo. Al primo turno conquista il 30,95% dei voti, contro il 40,3% dello sfidante Cesare Veneziani. Al ballottaggio del 27 giugno, Veneziani risulta eletto, riuscendo a far confluire sulla sua candidatura il 18,4% di voti leghisti della candidata sconfitta Raffaella Bordogna.. Vicentini è quindi eletto consigliere comunale di opposizione.
Dopo lo scioglimento del PPI, aderisce a La Margherita.